# ムフラニ (地域)
ムフラニ（グルジア語: მუხრანი、グルジア語ラテン翻字: Mukhrani）は、ジョージア東部に位置する歴史的地域である。現在のムツヘタ＝ムティアネティ州内、古都ムツヘタの北に位置する。東はアラグヴィ川、西はレフラ渓谷、南はムツクヴァリ川、北はカルトリ山脈の支脈であるサグラモ山脈に囲まれている。ムツクヴァリ川とその支流クサニ川が流れる、肥沃な低地の地域である。歴史的にはカルトリ地方に属する。地名は「オーク」（グルジア語: მუხა、グルジア語ラテン翻字: mukha）に由来し、もともとはムフナリ（グルジア語: მუხნარი、グルジア語ラテン翻字: Mukhnari）と呼ばれていた（「オークの木立」という意味）。

## 歴史

### 古代
ムフラニは肥沃な低地であり、古来より農業が盛んであった。紀元前3世紀から紀元前2世紀にかけて、古代の首都ムツヘタを支える広大な農村地帯を形成し、重要な交易路がこの地を通っていた。ジョージアの東西を結ぶ交通路の要衝でもあった。古代から中世にかけては、低地のムフラニと山岳地帯のトリアレティを経済的・政治的に結ぶ役割を担い、イベリア王国の成立やその後のジョージア王国統一に大きな役割を果たした。2世紀から4世紀にかけては、イベリア王国で最も重要な都市の一つ「ザリシ」がムフラニの中心であった。ザリシはローマ帝国時代、イベリア王国における商業と行政の中心地として繁栄した。

### 中世
ヴァフタング1世の時代、ムフラニはバザレティとともにツィルカニ主教区の中心となった。ヴァフタング1世はオセチアへの遠征に先立ち、自軍を率いてムフラニに駐屯したと伝えられる。8世紀から9世紀にかけて、ムフラニはカヘティ地方のコレピスコポス（地方主教）の支配下に入った。コレピスコポスは、配下の有力貴族ダガニゼ家にムフラニを所領として与えた。強力な封建一族であったザガニゼ家の当主は、自らを「ゼダゼニの大公、ムフラニの領主」と称した。10世紀、アブハジア王レオン3世はカヘティとの戦いの中でムフラニを一時占領したが、カヘティの支配者によって奪還された。
1123年、ジョージア王ダヴィト4世はザガニゼ家からゼダゼニ要塞とともにムフラニ地方を没収した。そして王は、自ら任命した「ガムゲ・ムフラニサ」（ムフラニの管理者）にその統治を委ね、ムフラニ地方を王家の直轄領とした。ムフラニ王領内の一部所領と領民は、ジョージア正教会の重要な拠点であるシオムグヴィメ修道院とスヴェティツホヴェリ大聖堂に寄進された。11世紀から12世紀にかけてのジョージア黄金時代、ムフラニは経済的に大きく発展した。古い灌漑設備が刷新され、新たな水路が建設されるなど、農業の多くの分野が発展した。また文化・教育活動も活発化した。しかしその後モンゴル帝国やティムール朝などの侵略により、ムフラニは経済的に甚大な打撃を受け、ムフラニの地域は荒廃した。
中世ジョージアの年代記『カルトリ年代記』は、ムフラニをジョージアの王たちが狩猟地として大いに好んだ森林地帯であると記述している。

### ムフラニ公国
16世紀まで、ムフラニはカルトリ王家（バグラティオニ王家）の所領であった。1512年、カルトリ王ダヴィト10世の弟バグラトは、ダヴィト10世に対し、ムフラニを自身の公国領として与え、内カルトリの総司令官に任命するよう要求した。その見返りとして、バグラトは隣国カヘティのギオルギ2世王との戦いを引き受けることを約束した。ダヴィト10世は弟バグラトにムフラニを公国領として与え、内カルトリ軍管区のサルダリ（司令官）に任命した。これによりムフラニ公国が創設され、バグラトは初代ムフラニ公となった。
16世紀から17世紀にかけて、ムフラニ公家はカルトリ王国における五大貴族の一つに数えられ、国の政治において重要な役割を果たした。ムフラニ公の地位は、バグラトの子孫たち（アショタン1世、ヴァフタング1世、テイムラズ1世、カイホスロ）に引き継がれた。1658年には、ムフラニ公ヴァフタング2世（テイムラズ1世の長男）がカルトリ王位に就き、ヴァフタング5世（シャー・ナヴァーズ）として国を治めた。
ムフラニ公国の創設後、この地では学問や教育活動が盛んになり、写本の制作が行われた。バグラト・ムフランバトニ（16世紀）、コンスタンティネ・ムフランバトニの妻バルバレ（18世紀）、グリゴル・バグラティオン＝ムフラネリ（18–19世紀）などの文学者・詩人が活動した。公国の中心は、カルトリ地方で最も古い村の一つであるムフラニ村であった。この村は1870年まで「シオスバニ」と呼ばれていた。
16世紀初頭にはムツクヴァリ川とクサニ川の合流点に要塞が建設され、この地域の主要な拠点として機能した（クサニ要塞）。ムフラニ公国にはシオスバニ（ムフラニ）村の他、アガイアニ、カンダギアニ、テジ、オカミといった村があり、また一時期にはラミスカナとグレミスヘヴィも支配していた。ムフラニの自治権は1801年にロシア帝国が東ジョージアを併合するまで続き、公国は1840年代に廃止された。